# Mírový oblouk (Blaine)
Mírový oblouk (anglicky Peace Arch) je památník na kanadsko-americké hranici mezi městy Blaine a Surrey. 20,5 metrů vysoký památník postavil Sam Hill v roce 1921 věnovaný památce stoletého míru mezi Kanadou a Spojenými státy. Památník je postaven přesně na hranici v medianu mezistátní dálnice Interstate 5, která zde přechází v provinční British Columbia Highway 99. Na vrchu vlají vlajky obou zemí a nápisy na obou vlysech. Zatímco americký nápis hlásá „Children of common mother“, kanadský nápis „Brethren dwelling together in unity“. V oblouku samotném se nachází otevřené brány nad kterými je napsáno „May these gates never be closed.“
Peace Arch se skládá ze státního parku na americké straně a provinčního parku na straně kanadské. Nachází se zde hlavní hraniční přechod na západě, který nebyl nikdy zavřen, což symbolizuje věčný mír mezi oběma národy. V Kanadě je oficiálním názvem přechodu Douglas, v památce prvního guvernéra dřívější kolonie Britská Kolumbie Sira Jamese Douglase. Právě díky památníku je ale známo především jako Peace Arch Crossing. Přechod je nejvytíženějším přechodem mezi Kanadou a USA západně od Detroitu.
Park byl už mnohokrát v historii místem konání různých demonstrací a protestů. V roce 1952 zde několikrát koncertoval zpěvák Paul Robeson, kterému bylo znemožněno překročit hranice kvůli americkému protikomunistickému hnutí. Vystupoval na nákladním voze s plochou korbou z americké strany pro kanadské publikum. Jedna kniha je jakousi biografií Mírového oblouku a to Sam Hill's Peace Arch: Remembrance of Dreams Past, vydaná v roce 2005 a napsaná Richardem Clarkem. 9. února 2010 dokonce navštívila park štafeta nesoucí olympijskou pochodeň pro ZOH 2010 ve Vancouveru.